# КК Гуерино Ваноли
КК Гуерино Ваноли (итал. Guerino Vanoli Basket) је италијански кошаркашки клуб из Кремоне. Познатији је под називом КК Ваноли Кремона. У сезони 2020/21. такмичи се у Серији А Италије.

## Историја
Клуб је основан 1999. године као Групо Триболди, а од септембра 2011. носи данашњи назив. Пласман у Серију А први пут је изборио 2009. године. Победник је Купа Италије за 2019. годину.

## Успеси

### Национални
- Куп Италије:
  - Победник (1): 2019.

## Учинак у претходним сезонама
| Сез.     | Првенство Италије | Куп Италије  | Европско такмичење | Европско такмичење |
| -------- | ----------------- | ------------ | ------------------ | ------------------ |
| 2009/10. | 13. место         | —            | —                  |                    |
| 2010/11. | 12. место         | —            | —                  |                    |
| 2011/12. | 10. место         | —            | —                  |                    |
| 2012/13. | 11. место         | —            | —                  |                    |
| 2013/14. | 14. место         | —            | —                  |                    |
| 2014/15. | 12. место         | Четвртфинале | —                  |                    |
| 2015/16. | Четвртфинале ПО   | Полуфинале   | —                  |                    |
| 2016/17. | 16. место         | —            | —                  |                    |
| 2017/18. | Четвртфинале ПО   | Полуфинале   | —                  |                    |
| 2018/19. | Полуфинале ПО     | Победник     | —                  |                    |
| 2019/20. | прекинуто         | Четвртфинале | —                  |                    |
| 2020/21. | —                 | —            | —                  |                    |

## Познатији играчи
- Един Бавчић
- Травис Динер
- Никола Драговић
- Кит Лангфорд
- Благота Секулић
- Андрија Стипановић
- Омар Томас
- Урош Трипковић